# Salgado
Salgado là một đô thị thuộc bang Sergipe, Brasil. Đô thị này có diện tích 255,8 km², dân số năm 2007 là 18572 người, mật độ 72,6 người/km².